# Músculo esfíncter externo da uretra
O músculo esfíncter externo da uretra é um músculo do períneo.